# Sebastian Klonowic

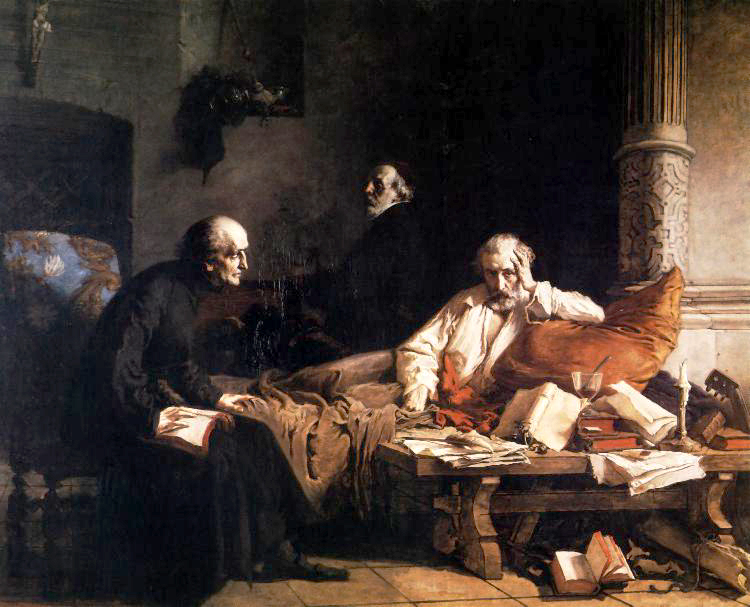
Muerte de Acernus por Wilhelm Leopolski, 1867.

Sebastian Fabian Klonowic, (1545, Sulmierzyce-29 de agosto de 1602, Lublin) fue un poeta, escritor y compositor polaco.
Estudió en la Universidad de Cracovia, residiendo en Lviv y en Lublin, donde llegó a alcalde. Escribió en polaco y en latín, y usó un seudónimo en latín, Acernus. Sus poemas latinos incluyen términos polacos latinizados, y por contraste, sus obras en polaco, están repletas de latinismos y helenismos.

## Obra selecta
- Roxolania (1584) - una descripción de las gentes y la tierra Rus.
- Flis, to Jest Spuszczanie Statków Wisłą (1595)
- Worek Judaszów  (1600)
- Victoria Deorum (1587)
- Żale nagrobne na ślachetnie urodzonego Pana Jana Kochanowskiego
- Gorais
- Hebdomas, to jest Siedem tegodniowych piosnek wyjętych z pierwszych Ksiąg Moiżeszowych kapituły pierwszej, co którego dnia Pan Bóg stworzył i jako siódmego dnia odpoczynął, krótko zebranych przez Sebastyjana Klonowica z Sulimierzyc, pisarza ławicy lubelskiej (1581) - canciones.